# Sin mirar atrás
Sin mirar atrás è il quarto album in studio del cantante spagnolo David Bisbal, pubblicato il 20 ottobre 2009.

## Tracce
1. Esclavo de sus besos – 3:57
2. Mi princesa – 3:22
3. Dame tu amor – 3:01
4. Sin mirar atrás – 3:31
5. Besos de tu boca – 3:27
6. Si falta el aire – 3:15
7. Sueños rotos – 3:59
8. Al andalus – 3:58
9. Antes o después – 3:50
10. 24 horas – 3:40
11. Juro que te amo – 3:47